# Вильяверде, Уго
Уго́ Эдуа́рдо Вильяверде (исп. Hugo Eduardo Villaverde; 27 января 1954, Санта-Фе — 17 ноября 2024) — аргентинский футболист, играл на позиции центрального защитника. В составе «Индепендьенте» становился четырёхкратным чемпионом Аргентины.

## Биография

### Игровая карьера
Начал карьеру в клубе «Колон», за который играл в течение двух лет.
В 1976 году перешёл в «Индепендьенте», в котором стал основным игроком, укрепив свою репутацию, как одного из лучших защитников чемпионата страны. Вместе с Энсо Троссеро он составил одну из лучших оборонительных пар чемпионата. В составе «красных дьяволов» Вильяверде отыграл в течение 13 сезонов, выиграл четыре чемпионских титула, Кубка Либертадорес и Межконтинентальный кубок по футболу в 1984 году, когда со счётом 1:0 был обыгран английский «Ливерпуль». Всего за «Индепендьенте» сыграл во всех турнирах 429 матчей.
В 1989 году завершил игровую карьеру в возрасте 35 лет.
За сборную Аргентины сыграл шесть матчей, в которых не забил ни одного гола.

### Смерть
Скончался 17 ноября 2024 года в возрасте 70 лет.

## Достижения
«Индепендьенте»
- Чемпион Аргентины (4): Насьональ 1977, Насьональ 1978, Метрополитано 1983, 1988/89
- Обладатель Кубка Либертадорес (1): 1984
- Обладатель Межконтинентального кубка (1): 1984